# Vermont Square
Vermont Square ist ein Stadtteil in der Region South Los Angeles in Los Angeles. Er wurde nach der Vermont Avenue benannt, die durch den Stadtteil verläuft.

## Geografie
Vermont Square wird im Norden durch den Exposition Boulevard, im Osten durch die Main Street, im Süden durch die Slauson Avenue und im Westen durch die Western Avenue begrenzt. Hauptstraßen im Stadtteil sind die Vermont Avenue, die Normandie Avenue, die Figueroa Street und die Hoover Street. Der Harbor Freeway (I-110) verläuft durch den Stadtteil.